# Йовенко Світлана Андріївна
Світлана Андріївна Йове́нко (нар. 20 вересня 1945, Київ — пом. 7 листопада 2021, Київ) — українська поетеса та прозаїк, публіцист і перекладач; Заслужений працівник культури України; завідувач відділу поезії та критики журналу «Вітчизна». Лауреат премії ім. Леоніда Вишеславського «Планета поета» (2010).

## Біографічні відомості
Світлана Йовенко у 1968 році закінчила з відзнакою філологічний факультет Київського державного університету ім. Т. Г. Шевченка та аспірантуру при кафедрі слов'янської філології.
Працювала редакторкою поезії та драматургії у вид-ві «Дніпро»; від 1977 — у редакції журналу «Вітчизна» (від 1993 — зав. відділу поезії та критики).
Померла в реанімації ковідного відділення 10-ї лікарні м. Києва.

## Шлях до літератури і в ній
Дебют С. Йовенко благословив редактор «Літературної України» П. Загребельний у січні 1961-го: зі вступним словом Л. Вишеславського побачили світ її «Поезії сімнадцятирічної». Їх помітили В. П'янов, М. Логвиненко та ін., принагідно відзначаючи глибоку ліричність, безпосередність їх інтонацій, предметність образності та гостре відчуття авторкою відповідальності за слово .
Як зазначала поетеса, рушієм до написання нею поезій було елементарне зухвальство: довести батькам, що і вона на щось здатна, а тим, що не кинула цю справу, вона завдячує своїй матері, Цовбун Марії Пилипівні, яка в юності також писала вірші. До шістнадцяти років С. Йовенко писала російською мовою, у її ранніх віршах відчутний вплив Б. Пастернака та М. Цвєтаєвої. Звернення до творення поезій українською мовою зумовлене літературною атмосферою 60-х років, у якій вона зростала і бурхливі пристрасті якої неминуче активізували ідеї національного утвердження.
Окремі твори переклали білоруською, болгарською, грузинською, вірменською (книга «Синє хвилювання»), іспанською, киргизькою, литовською, молдавською, польською, російською («Пора любви»). Вірш «Плач за поетом», присвячений М. Турсун-заде, став у Таджикистані народною піснею.
С. Йовенко має переклади з балкарської (К. Кулієв), білоруської (Н. Гілевич), болгарської (С. Пенчева), вірменської (С. Капутікян), молдавської (Л. Даміан, А. Чокану), польської (Л. Стафф, В. Броневський, В. Шимборська), таджицької (Л. Шералі), угорської (Е. Аді), французької (Г. Аполлінер, Л. Арагон) та ін. літератур.

### Поезії
- Безсмертя ластівки: поезії. — К.: Дніпро, 1989. — 487 с.
- Бузок у січні: поезії. — К.: Радянський письменник, 1977. — 159 с.
- Віч-на-віч: поезії. — К.: Радянський письменник, 1989. — 110 с.
- Голубе полум‘я: поезії. — К.: Радянський письменник, 1969.
- Діалог.: Поезії. — К.: Молодь, 1978. — 200 с.
- Любов і Смерть: Вибрані поезії. — К.: Ярославів Вал, 2010.
- Міст через осінь: Поезії. — К.: Дніпро, 1981. — 247 с.
- Нерозкритий конверт: поезії. — К.: Молодь, 1987. — 122 с.
- Обличчя вітру: поезії. — К.: Дніпро, 1975. — 11 1с.
- Обличчя справжня мить: поезії. — К.: Радянський письменник, 1979. — 256 с.
- Ти — хто поруч: поезії. — К.: Молодь, 1983. — 167 с.
- Час любові: Поезії. — К.:Радянський письменник, 1984. — 238 с.

### Повісті та оповідання
- Жінка у зоні .
- Любов під іншим місяцем: оповідання та повісті. — К.: Український письменник, 1999. — 223 с.
- «Рем Багаутдин: у пошуках свободи» (у співавторстві)
- «Самаритянка» (російською),
- Юлія // Вітчизна. — 1992. — № 11. — С. 51—75.

### Критичні праці
- Про належність поезій: Вінграновський? Стус? [Українська літературна газета, 2012, чис. 7—9][6],[7].
- Ви так змогли б коли ви умирали (про творчість Ю. Воронова) // Вітчизна. — 1985. — № 1. — С. 160—169.

### Публіцистичні статті
- А бы ли подлинник // Теория и практика перевода. — 1989. — Вып. 116. — С. 114—119.
- А в повітрі пахне Соловками // Вітчизна. — 1991. — № 9
- Ганні Світличній — 50. Епіграф до дружби //Літературна Україна. — 1989. — 27 березня
- Доки є дорога і рух (Борисові Олійнику — 60) // Вітчизна. — 1995. — № 9—10. — С. 124—127.
- До побачення, світла жінко (Пам'яті Н. Кащук) // Літературна Україна. — 1991. — 6 липня
- Дорога до мами Ліди (про В. Моругу) // Літературна Україна. — 1997. −12 червня.
- Етичні уроки Івана-Павла II на Дніпрових берегах // Вітчизна. — 2001. — № 7—8. — С. 116—124.
- Зі струмків потік (роздуми про шевченківське свято) // Робітнича газета. — 1982. — 8 березня.
- Інтелект нації — метафора чи реальність // Вітчизна. — 2001. — № 3—4. — С. 136—142.
- Кілька зауважень до бібліографії чорнобильської теми. Про інерцію колишніх курйозів і небажані пошуки ворога: Післямова до повісті С. Йовенко «Жінка у зоні» // Вітчизна.— 1996. — № 4—5. — С. 79—71.
- Кому залишиться мій жаль // Вітчизна. — 1999. — № 5—6. — С. 135—136
- Крапки у книзі життя Павла Мовчана //Вітчизна. — 2001. — № 1—2. — С. 131—138.
- Митець Рем Багаутдінов у двобою з долею //Вітчизна. — 1998. — № 11—12. — С. 149—154
- Мить остаточного прозріння (про творчість М. Бажана) // Вітчизна. — 1994. — № 9—10. — С. 108—121
- Наші прозріння ми назвемо чорнобильським досвідом //Слово Просвіти. — 1996. — № 4.
- Обрії грядущого // Дніпро. — 1972. — № 2. — С. 23—24.
- «Оманливість великих істин» Володимира Брюггена // Вітчизна. — 2002. — № 3—4. — С. 133—137.
- Переступити поріг — роздуми над новим художньо-публіцистичним фільмом Р. Сергієнка «Поріг» // Літературна Україна. — 1988. — 18 березня.
- Рожева чайка і цукерки на деревах Оксани Самари //Вітчизна. — 1995. — № 5—6. — С. 97—100
- Труди і дні Фонду культури, що не хоче вмирати // Вітчизна. — 1998. — № 3—4. — С. 33—37.
- Українська культура як «Титанік» іде на дно (записала М.Вишневська) //Буковинське віче. — 2000. — 2 лютого.
- Чекаю відкриттів (про літературні передачі українського телебачення) //Культура і життя. — 1984. — 5 серпня.
- Шукай мене серед живих (штрихи до портрета Володимира Маняка) //Вітчизна. — 1995. — № 7—8. — С. 120—138.
- Що я скажу отій калині — останній пам‘яті земній // Вітчизна. — 1997. — № 11—12. — С. 150—153.
- Щоб утвердити людську гідність (Даміан Лівіу) // Вітчизна. — 1990. — № 4.
- Я вірю в вашу безконечність (про Ганну Світличну) // Вітчизна 1999. — № 3—4.
- Туга за досконалістю: Діалог двох поетес / С.Йовенко, Л.Таран //Літературна Україна. — 1991. — 18 березня.[8]

### Передмови та післямови до книг інших авторів
- Жорстокі ознаки часу в поетичному світі Анни Черченко (післямова) // Вітчизна. — 1998. — № 7—8. — С. 19—20.
- Людина з натовпу або нотатки про дебют незвичайний і небуденний (Володимир Шовкошитний) //Вітчизна. — 1985. — № 1. — С. 163—169
- Увесь всесвіт умістився в мені (передмова) // Володимир Тимчук. Весняні коловороти. — Львів : Сполом, 1998. — С.3—7.
- Фенікс із чорнобильського попелу: передмова до повісті С. Йовенко «Жінка у зоні» // Вітчизна 1996. — № 4—5. — С. 2—4.

### Інші проєкти
- автор проекту і текстів антології «ХХ сторіччя української поезії»,
- ідейний натхненник художньо-публіцистичного проекту «Чорнобиль поруч»